# 蜜月湾
蜜月湾（みつげつ-わん）は台湾北東部の宜蘭県頭城鎮に位置する小さな湾。外海は太平洋に通じ、南東方向には亀山島がある。また、一帯は東北角・宜蘭海岸国家風景区に含まれている。
台湾鉄路管理局宜蘭線の大渓駅から歩いて10分ほどの場所にあり、台北市からも車で2時間以内の距離にあることから、近年では台湾内外のサーフィン愛好家に好まれる場所となっている。

## 地形
蜜月湾は眉月の形をしており、南北両側は岩場になっているが、中央部には長くまっすぐな黒色の細やかな砂浜が広がっている。
海岸から100mほど離れた場所では、起伏に富んだ海底地形になっている。また外海の波が高いため湾でも常時2～3mあるいはそれ以上の波が寄せている。

## レジャー
蜜月湾は常に波が高い状態にあることからサーフィンにも適しており、台湾北部における主要なサーフィンの拠点の一つとなっている。また、浜辺にも多くのサーフィンスクールが並んでいる。このほか、サーフィンをしない者にとっても、ビーチバレーや砂遊びをすることができる。しかし、砂浜としての人気は近くの福隆海水浴場には及ばない。

## 周辺施設
- 合興富麗農漁村（合興社区）
- 宜蘭県立大渓国民小学
- 大渓駅

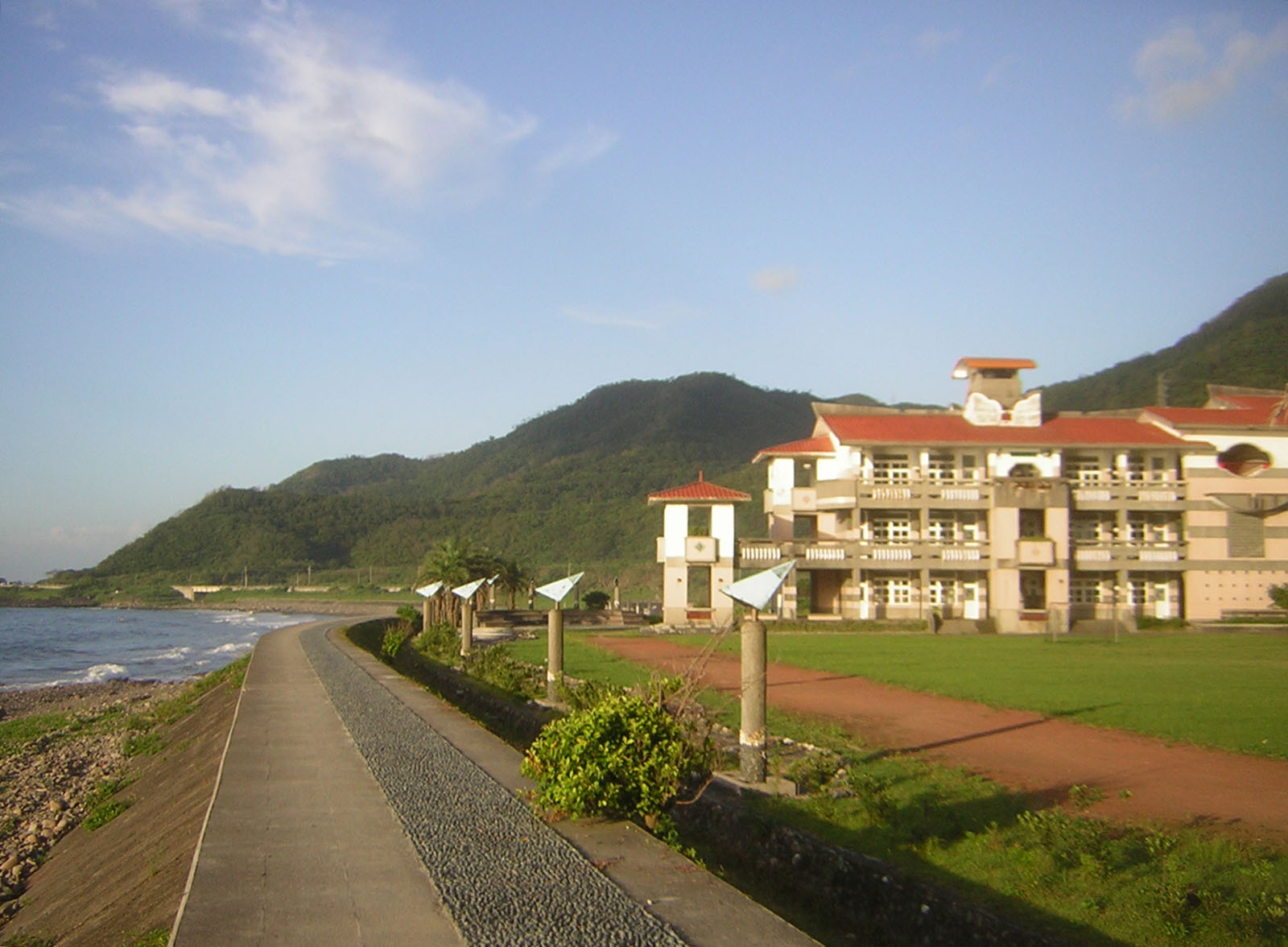
蜜月湾北側にある大渓国民小学
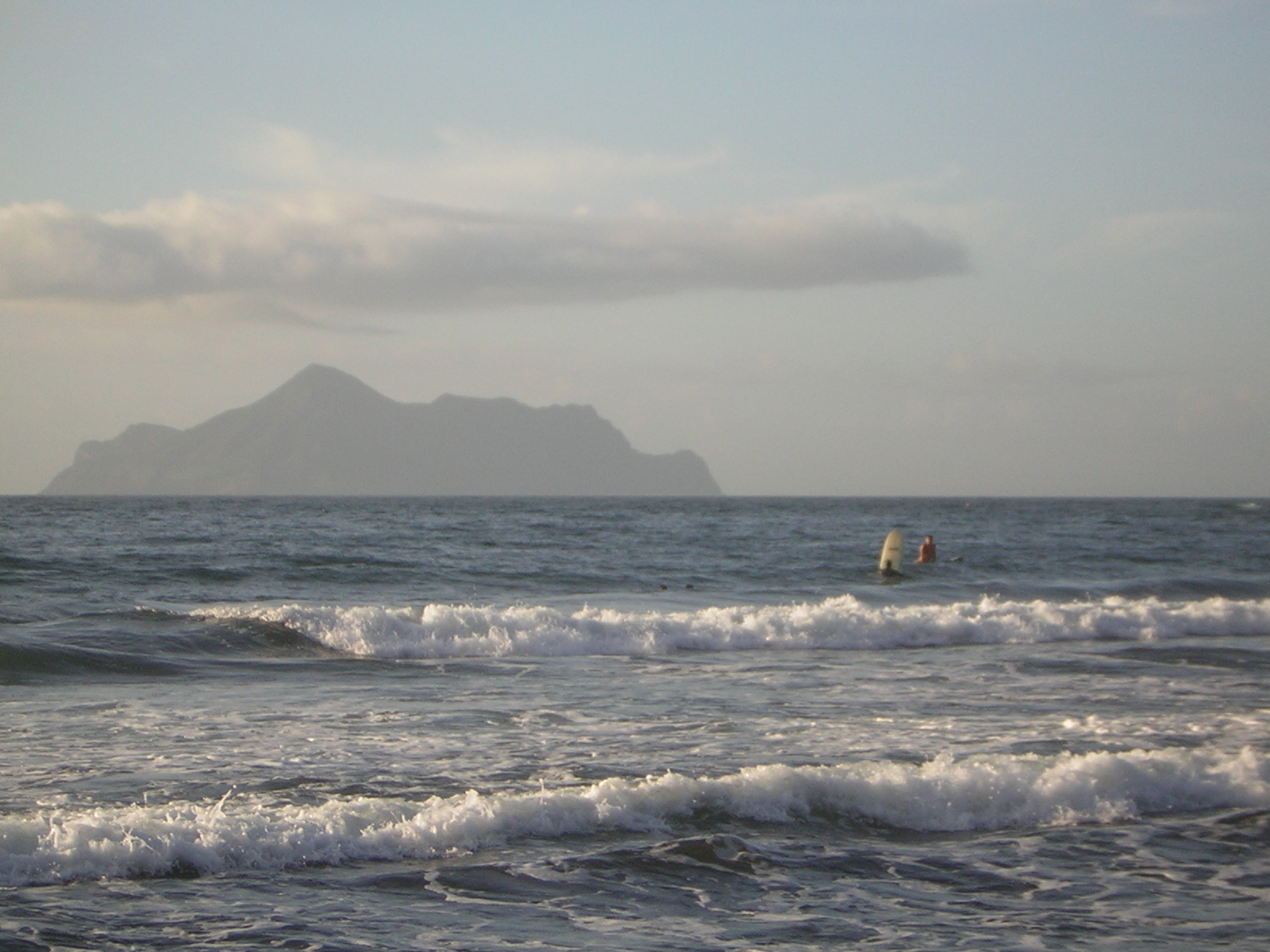
早朝の蜜月湾でのサーファー。奥は亀山島。